# René Merino
René Merino (Madrid, 1980) es un ilustrador español. Estudió historia del arte, y su primer libro, titulado Está mal, pero se puede empeorar, vio la luz en 2020, aunque ya desde 2013 Merino había ido publicando sus ilustraciones a través de internet, donde cuenta con más de 400 000 seguidores. En sus ilustraciones muestra de forma sencilla, minimalista, situaciones cotidianas, anhelos y miedos presentados con humor, ironía y crítica, tomando como su referencia más directa pero no única su admiración por Quino, así como artistas de otras disciplinas, como el cineasta Terry Gilliam o el poeta José Hierro. Tras el éxito de ventas de su primera obra, apareció una segunda, Un día ocurrió, es un conjunto de microcuentos. En su tercer libro, el primero de ellos con un hilo conductor, Todo saldrá bien (a veces), plasmó la lucha contra los problemas de salud mental, y en su cuarto trabajo, coincidiendo con su propia paternidad, retrató todo el proceso del embarazo y el crecimiento de un bebé en No se admiten devoluciones.

## Obra
- Está mal, pero se puede empeorar (Lunwerg, 2020)
- Un día ocurrió (Lunwerg, 2021)
- Todo saldrá bien (a veces) (Lunwerg, 2022)
- No se admiten devoluciones (Lunwerg, 2023)